# تیم ملی فوتبال ویتنام شمالی
تیم ملی فوتبال ویتنام شمالی (انگلیسی: North Vietnam national football team) نماینده کشور ویتنام شمالی در مسابقات بین‌المللی از سال ۱۹۴۹ تا ۱۹۷۵ بود که زیر نظر فدراسیون فوتبال ویتنام شمالی فعالیت میکرد.

## فهرست تمام بازی‌ها
| تاریخ           | حریف                          | نتیجه | محل بازی       |
| --------------- | ----------------------------- | ----- | -------------- |
| ۴ اکتبر ۱۹۵۶    | چین                           | ۳–۵   | جمهوری خلق چین |
| ۱۰ اکتبر ۱۹۵۶   | کرهٔ شمالی                     | ۰–۳   | جمهوری خلق چین |
| ۲۲ اکتبر ۱۹۵۹   | کرهٔ شمالی                     | ۰–۵   | کره شمالی      |
| ۲۸ اکتبر ۱۹۵۹   | چین                           | ۰–۲   | کره شمالی      |
| ۲۲ نوامبر ۱۹۵۹  | الجزایر                       | ۰–۵   | ویتنام شمالی   |
| ۳ اکتبر ۱۹۶۰    | People's Republic of Mongolia | ۳–۱   | ویتنام شمالی   |
| ۸ اکتبر ۱۹۶۰    | کرهٔ شمالی                     | ۱–۳   | ویتنام شمالی   |
| ۱۱ اکتبر ۱۹۶۰   | چین                           | ۳–۴   | ویتنام شمالی   |
| آوریل ۱۹۶۳      | چین                           | ۰–۱   | اندونزی        |
| آوریل ۱۹۶۳      | کامبوج                        | ۳–۲   | اندونزی        |
| آوریل ۱۹۶۳      | اندونزی                       | ۱–۳   | اندونزی        |
| نوامبر ۱۹۶۳     | جمهوری متحد عربی              | ۱–۴   | اندونزی        |
| نوامبر ۱۹۶۳     | پادشاهی لائوس                 | ۹–۱   | اندونزی        |
| نوامبر ۱۹۶۳     | کرهٔ شمالی                     | ۰–۲   | اندونزی        |
| آگوست ۱۹۶۵      | کرهٔ شمالی                     | ۰–۱   | کره شمالی      |
| آگوست ۱۹۶۵      | چین                           | ۳–۳   | کره شمالی      |
| آگوست ۱۹۶۵      | گینه                          | ۲–۱   | کره شمالی      |
| آگوست ۱۹۶۵      | اندونزی                       | ۱–۲   | کره شمالی      |
| آگوست ۱۹۶۵      | کامبوج                        | ۱–۱   | کره شمالی      |
| ۱۹۶۶            | کرهٔ شمالی                     | ۱–۳   | کامبوج         |
| ۱۹۶۶            | چین                           | ۰–۲   | کامبوج         |
| ۱۹۶۶            | کامبوج                        | ۲–۲   | کامبوج         |
| ۱۹۶۶            | فلسطین                        | ۴–۰   | کامبوج         |
| ۱۵ نوامبر ۱۹۶۶  | یمن شمالی                     | ۹–۰   | کامبوج         |
| ۲۰ سپتامبر ۱۹۷۰ | کوبا                          | ۲–۱   | ویتنام شمالی   |